# Sikirevci
Sikirevci jsou vesnice a správní středisko stejnojmenné opčiny v Chorvatsku v Brodsko-posávské župě. Nachází se blízko hranic s Bosnou a Hercegovinou, asi 10 km severovýchodně od bosenského města Šamac, 21 km jihovýchodně od Đakova, 23 km západně od Županje a asi 34 km východně od Slavonského Brodu. V roce 2011 žilo v celé opčině 2 476 obyvatel, z toho 1 781 v Sikirevcích a 695 v připadající vesnici Jaruge.
Opčinou prochází státní silnice D7 a župní silnice Ž4210 a Ž4220. Severně prochází dálnice A3. Jihozápadně protéká řeka Sáva.